# Nélson Pereira
Nélson Alexandre Gomes Pereira, conosciuto semplicemente come Nélson, (Torres Vedras, 20 ottobre 1975), è un ex calciatore portoghese, di ruolo portiere.

## Carriera
Dopo aver iniziato la carriera con il Torreense, Nélson venne comprato dallo Sporting, dove diventa il secondo di Ricardo dal 1997 al 2006, anno in cui si trasferisce al Vitória Setúbal. A fine stagione, cambia nuovamente squadra, andando a giocare per l'Estrela Amadora; nel 2009 passa poi al Belenenses, dove gioca ancora una stagione prima del ritiro.
Nélson giocò anche per la Nazionale portoghese, dalla quale venne anche convocato per i Mondiali del 2002 in Corea e Giappone.

## Palmarès

### Club

#### Competizioni nazionali
- Campionato portoghese: 2

Sporting CP: 1999-2000, 2001-2002
- Coppa del Portogallo: 1

Sporting CP: 2001-2002
- Supercoppa di Portogallo: 2

Sporting CP: 2000, 2002
- Coppa Iberica: 1

Sporting CP: 2000